# 양산 내원사 아미타삼존탱
양산 내원사 아미타삼존탱(梁山 內院寺 阿彌陀三尊幀)은 대한민국 경상남도 양산시 하북면, 내원사에 있는 조선시대의 불화이다. 2004년 3월 18일 경상남도의 유형문화재 제406호로 지정되었다.

## 개요
내원사 소장 아미타삼존탱은 세로 215.5cm, 가로 228.0cm의 비교적 큰 화폭에 아미타·관음 및 대세지보살상 3존 모두 입상형을 취한 도상이다.
화기에 의하면 조선시대 함풍(咸豊) 7년, 즉 조선 철종 8년(1857)에 조성되어 통도사(通度寺) 취운암(翠雲庵)에 봉안되었던 작품임을 알 수 있다.
아미타삼존상은 보편적인 도상이라 할 수 있으나, 삼존 모두 입상형식은 조선 후기 괘불탱에 보이는 도량 강림현상의 입상불 외에 주로 고려 후기∼조선 전기에 조성된 아미타내영 형식의 불화가 주를 이룬다.
따라서 양산 내원사 아미타삼존탱은 조선 후기에 전각 안에 봉안된 정면향의 좌상 형식의 후불탱에 비해 사례가 적은 입상 형식의 삼존도이다. 따라서 이 탱화는 조선 후기 아미타불화 연구에 가치가 있다.

## 같이 보기
- 양산 내원사

## 참고 자료
- 양산내원사아미타삼존탱 - 국가유산청 국가유산포털